# AM General
AM General LLC — американский производитель тяжёлых автомобилей, базирующийся в Саут-Бенде, штат Индиана.

## История
Компания AM General LLC была основана в 1971 году в роли дочернего подразделения компании American Motors. С 1974 по 1979 год компания также выпускала городские автобусы, всего было собрано более 5400 экземпляров. AM General также является поставщиком транспортных средств для вооружённых сил США.
В 1982 году компания American Motors прекратила свою деятельность в качестве независимого автопроизводителя. Контрольный пакет акций был приобретён французской компанией Renault. Постановления правительства США в то время запрещали иностранным правительствам владеть оборонными подрядчиками, а компания Renault частично принадлежала французскому правительству.
В 1983 году корпорация LTV купила AM General и учредила её как дочернюю компанию, находящуюся в полной собственности. В 1984 году штаб-квартира переехала из здания American Motors AMTEK в Детройте в Ливонию, а через два года — в Саут-Бенд, где были расположены основные производственные мощности.

## Продукция

### Jeep Dispatcher 100

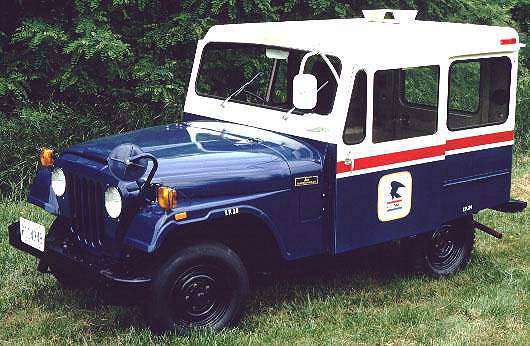
1975 AM General RHD

Jeep DJ-5 является заднеприводной (RWD) версией Jeep CJ-5. Версия «Dispatch Jeep» используется в огромных количествах в качестве праворульного средства доставки почты Почтовой службы США.

### Автобусы

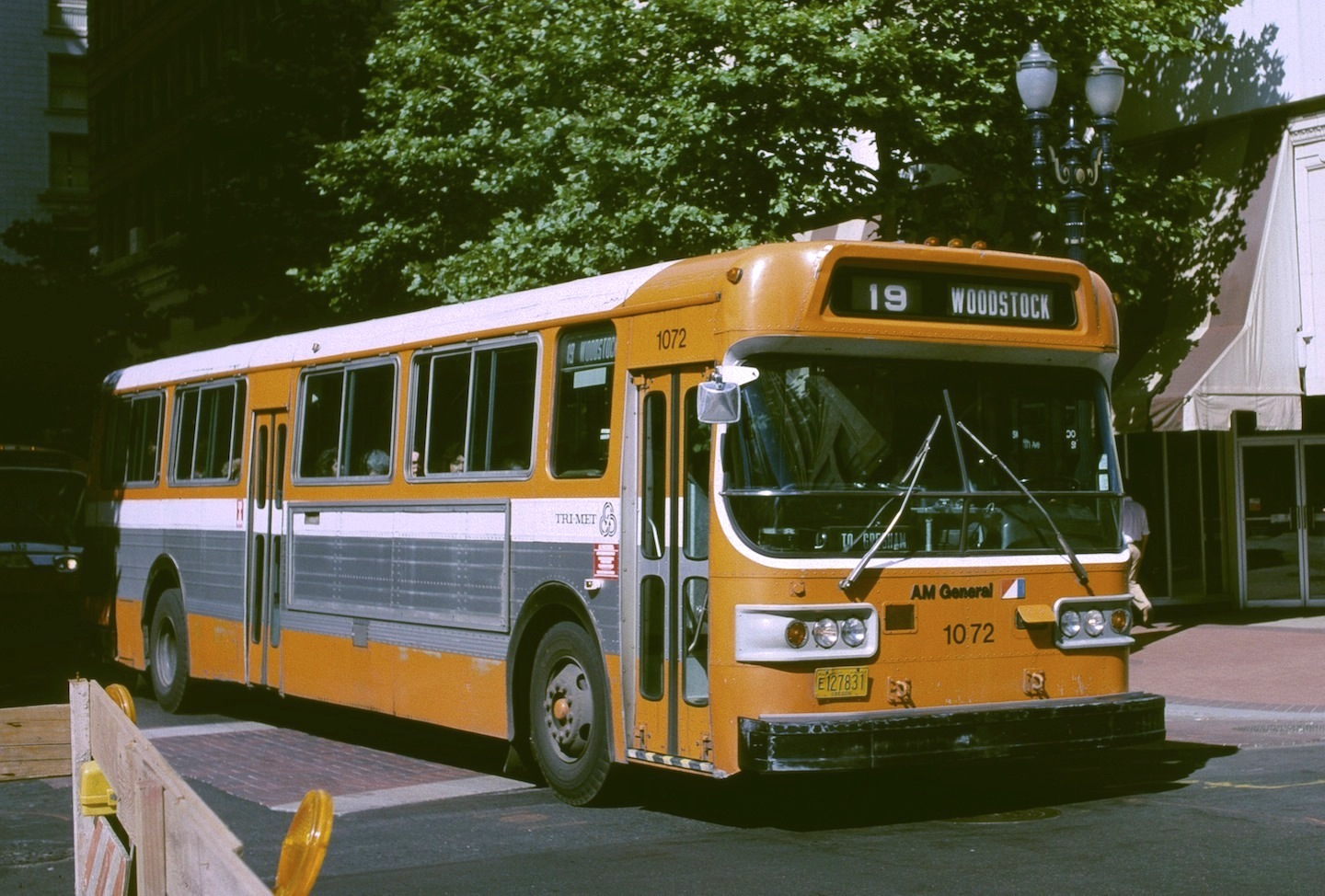
Автобус AM General 1976 года выпуска компании Tri-Met в Портленде, штат Орегон, с логотипом AM General спереди

Автобусы AM General Metropolitan выпускались с 1974 по 1979 год. В общей сложности было выпущено 5431 автобус (включая 219 троллейбусов). Metropolitan был выпущен в 1971 году по соглашению с Flyer Industries из Виннипега, Манитоба. Компания AM General лицензировала права на производство и продажу Western Flyer D700 для рынка США. Сам D700 был похож по дизайну на GM New Look. Передняя часть D700 была рестайлинговой.

### Сочленённые автобусы

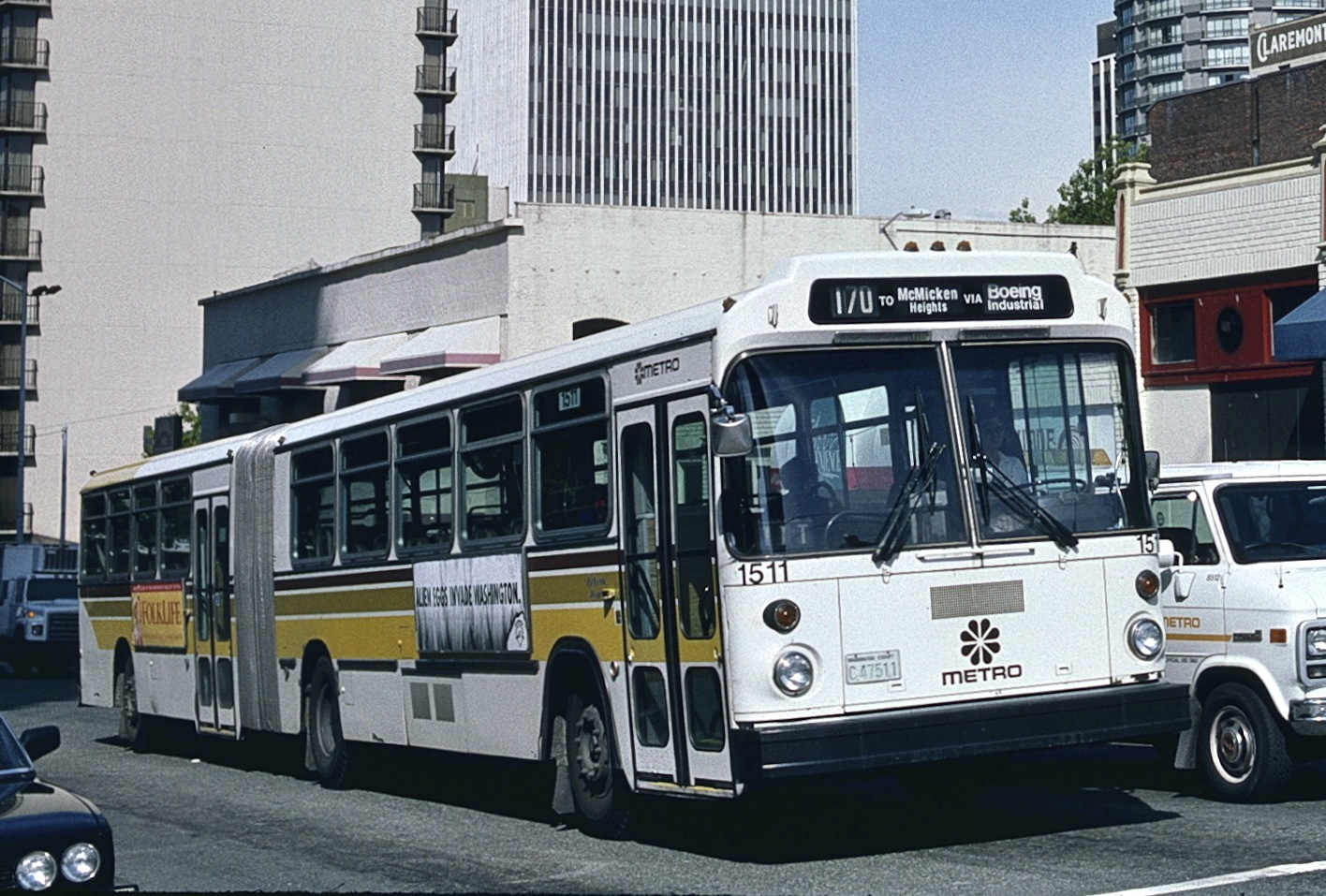
Сочленённый автобус MAN в Сиэтле, выпущенный компанией AM General

С 1977 по 1979 год компания AM General также работала в партнёрстве с немецкой компанией MAN над созданием сочленённых автобусов MAN SG220 для транспортных систем США. Автобусные кузова были изготовлены в Германии и отправлены в AM General для окончательной сборки. К октябрю 1978 года производство сочленённых автобусов было прекращено, последний сочленённый автобус начал эксплуатацию в марте 1979 года. Всего было выпущено менее 400 экземпляров.

### Троллейбусы
Троллейбусы выпускались компанией AM General до 1978 года.

## Разработка и производство HMMWV

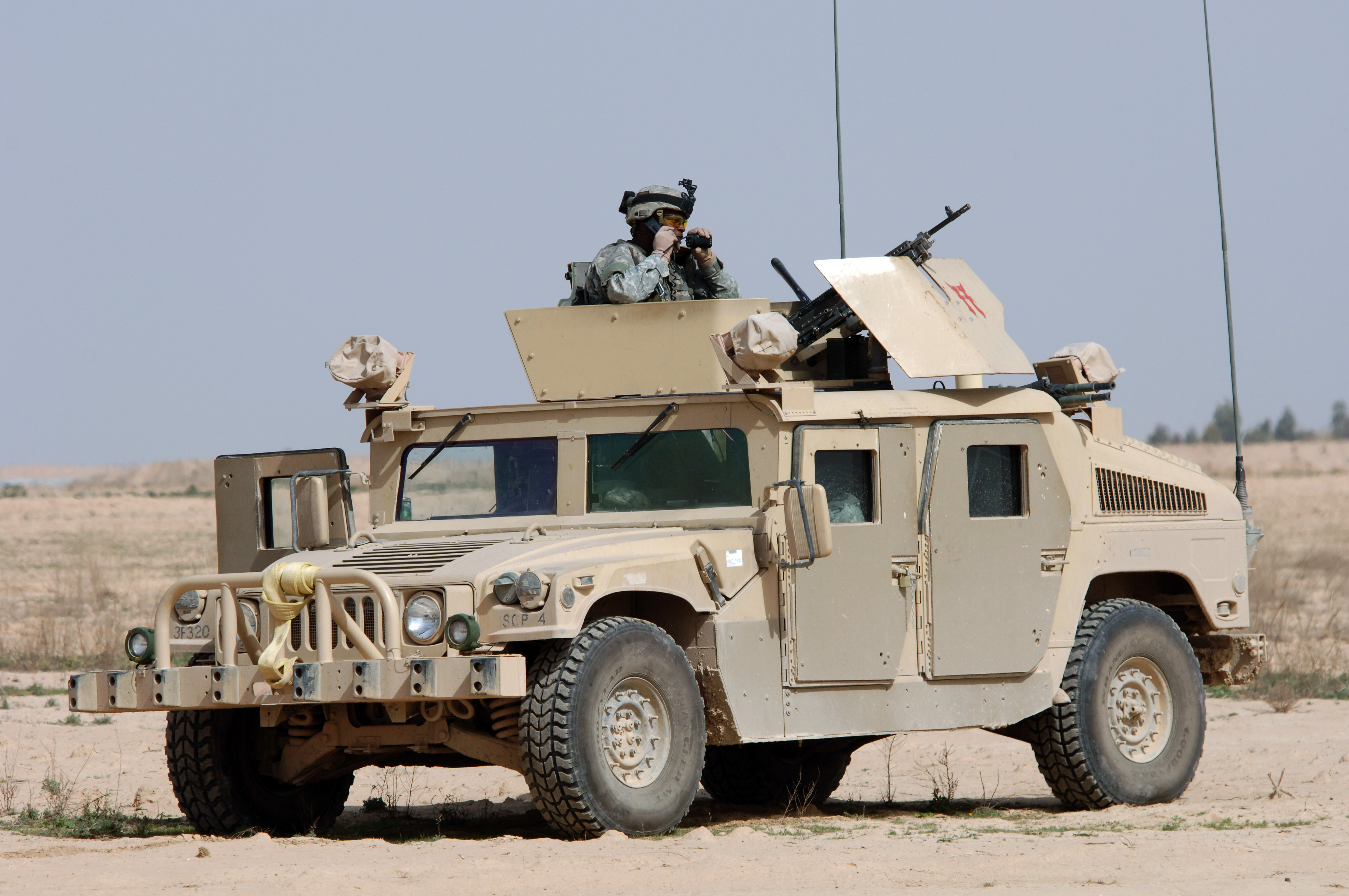
AM General HMMWV в Ираке

В 1979 году компания AM General начала разработку 1,25-тонного внедорожника M998, являвшегося преемником M151 и других транспортных средств. В 1981 году армия США заключила с корпорацией AM General контракт на прототип с разработкой и эксплуатационными испытаниями, проводимыми в течение пяти месяцев в 1982 году. В марте 1983 года компания AM General выиграла первоначальный контракт на сумму 1,2 миллиарда долларов на производство 55 тысяч Humvee, которые должны были быть поставлены в пяти базовых моделях и 15 различных конфигурациях в течение пятилетнего периода.
Производство началось на сборочном заводе в Мишаваке, штат Индиана, осенью 1984 года, а первые поставки начались в начале 1985 года. К середине 1991 года было выпущено более 72000 единиц. С 1991 года было заказано ещё 20000 HMMWV, в результате чего общее международное производство достигло 100000 в марте 1985 года.
В конце 2000 года компания AM General получила ещё один контракт на 2962 автомобиля серии M998A2. Контракт содержал шесть однолетних опционов до 2007 финансового года и продолжает продлеваться. Было произведено почти 250000 единиц.
Автомобили Humvee оснащены системой постоянного полного привода, независимой подвеской, крутыми углами въезда и съезда, способностью преодолевать 60-процентный уклон и клиренсом в 406 мм. Более поздние модели включают M1151, M1152, M1165 и M1167. По состоянию на 2015 год автомобили HMMWV используются армией США, корпусом морской пехоты, ВВС и ВМС. Всего насчитывается 140тыс. единиц. Автомобили Humvee эксплуатируются в более чем в 50 странах.
В 2016 году преемником HMMWV стал Oshkosh L-ATV. Корпорация AM General не сумела выиграть этот контракт на 30 миллиардов долларов сроком на 25 лет, и теперь сосредоточена на обслуживании и модернизации Humvee (с учетом планируемого объема закупки JLTV Армей и КМП в 55тыс единиц в период с 2022 по 2040 годы, Хамви будет все еще почти в два-три раза больше, чем JLTV) и разработке новой модели автомобиля скорой помощи.

## Другие военные транспортные средства
Корпорация AM General также приобрела контракты Министерства обороны на грузовые автомобили средней и повышенной грузоподъёмностей, включая M151, M35, M809 и M939.